# Centro Cultural Recoleta

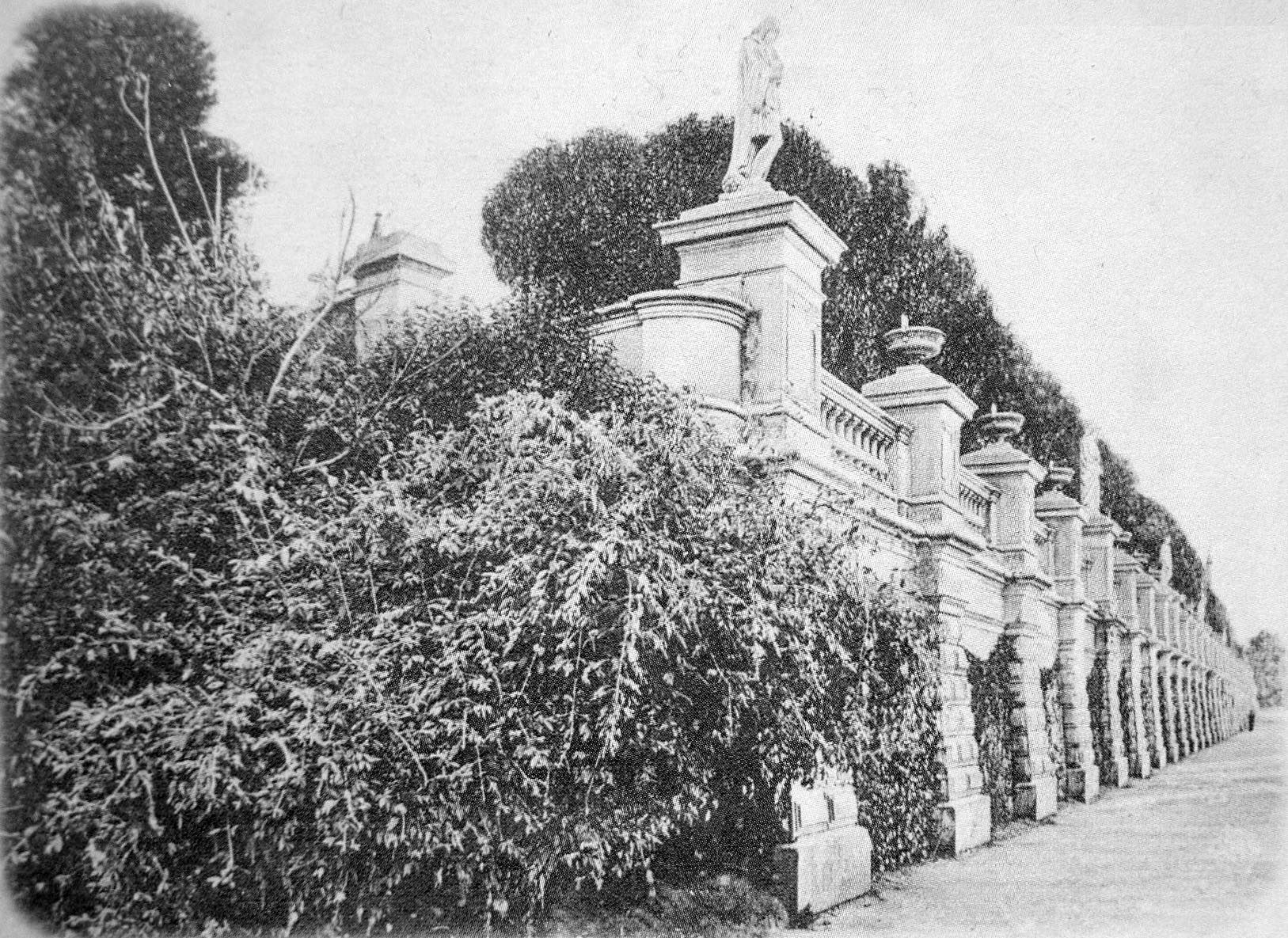
Muro do Asilo Viamonte (ca.1900)

O Centro Cultural Recoleta é um centro de exposições localizado no bairro de Recoleta, em Buenos Aires (Argentina). Funciona num edifício que originalmente albergava os monges conventuais (recoletos). É considerado Monumento Histórico Nacional e integra um pólo de atracções turísticas próximo do Cemitério da Recoleta e da Plaza Intendente Alvear.

## História

### Convento dosRecoletos

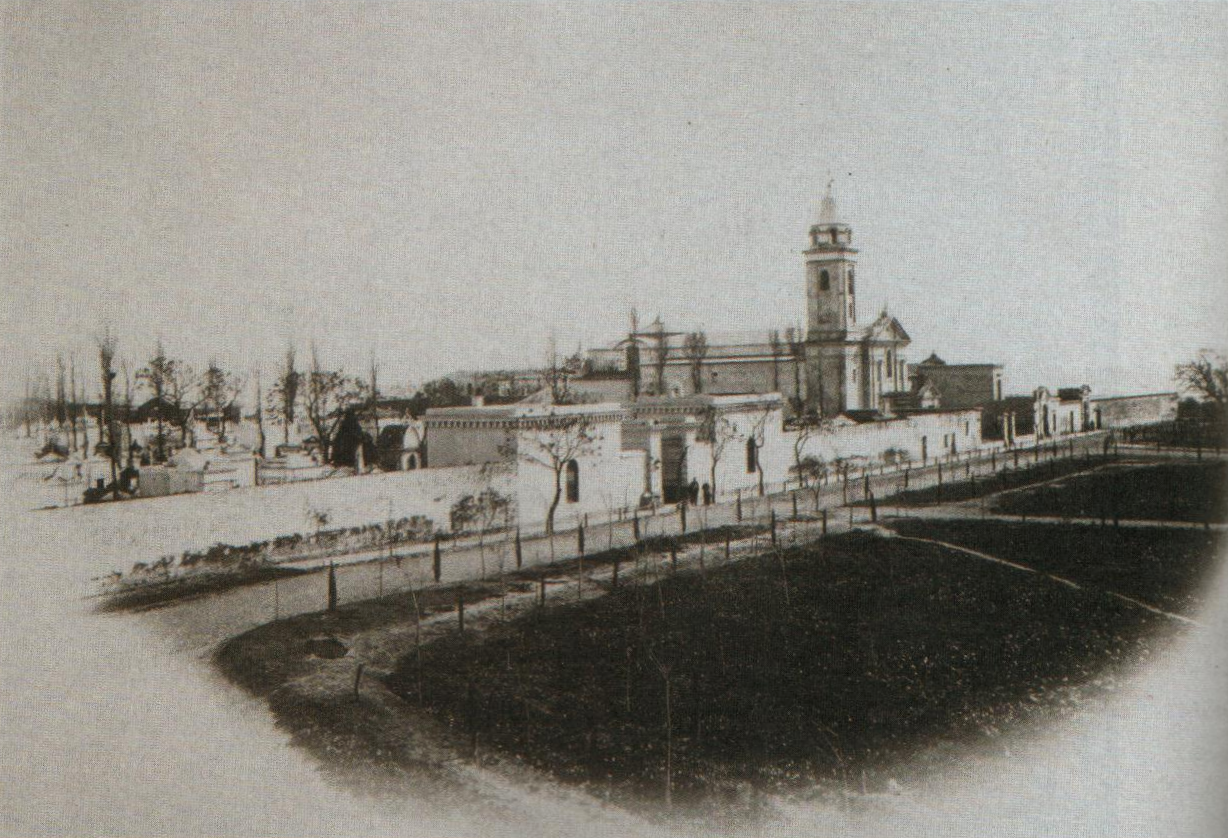
Cemitério de Recoleta, 1867

O edifício onde se encontra o Centro Cultural foi originalmente doado aos frades franciscanos conventuais em 1716, e no lugar onde se localiza o edifício onde funcionava o claustro. Os planos da obra foram concebidos pelos arquitectos jesuítas alemães Johann Kraus e Johann Wolff, enquanto o desenho da fachada e dos espaços interiores são atribuídos ao arquitecto italiano Andrea Bianchi.
O conjunto forma um dos edifícios mais antigos ainda resistentes em Buenos Aires, finalizado em 1732. Com a Revolução de Maio e a independência da Argentina, os frades conventuais nascidos em Espanha foram transferidos para Catamarca, por se oporem à Primera Junta, e então o edifício mudou de funções: Manuel Belgrano criou lá uma Academia de Desenho, dirigida pelo padre Francisco de Paula Castañeda.

### Lar de Mendigos e outros usos
Em 1822, o Governador Martín Rodríguez desalojou a ordem do Convento, transferindo os monjes que lá ficaram para a Basílica de São Francisco ou para Catamarca, e instalou em Recoleta o Asilo de Mendigos. Isto deveu-se à Reforma Eclesiástica impulsionada pelo ministro Bernardino Rivadavia. Os edifícios passaram a ser para uso público, e este em concreto ficou afecto a uma escola de agricultura, jardim botânico, prisão e quartel.
Em 1828, as tropas do General Juan Lavalle instalaram-se no antigo Convento, dando início à rebelião em que seria assassinado o Governador Manuel Dorrego. Em 1834, por iniciativa de Juan José Viamonte, um sector transformou-se no primeiro hospital universitário da cidade e nun asilo para doentes mentais. No dia 17 de Outubro de 1858 o Governador Valentín Alsina inaugurou aqui o Lar de Mendigos, que se tornou no Lar de Inválidos, quando foi proibida a mendicidade nas ruas.

### Lar de Idosos “Governador Viamonte”
Durante dez anos, o lar funcionou sob a direcção da Corporação Municipal de Buenos Aires, mas a grave situação financeira integrou a administração da instituição à ordem das irmãs de São Vicente do Paúl. Recuperou-se o carácter do antigo convento, e as freiras reordenaram o lar e mantiveram-se a cargo do agora Lar de Idosos, no século seguinte. A Sociedad de Beneficencia foi a instituição civil a cargo do financiamento e manutenção do conjunto.

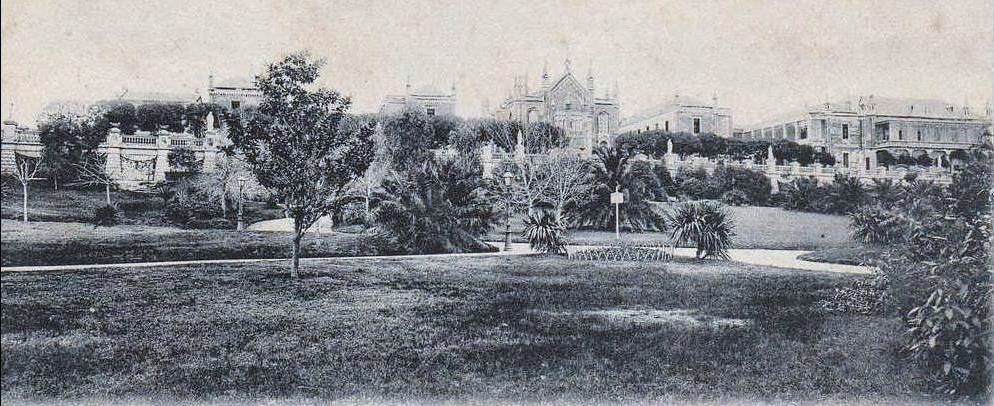
Vista do Paseo de la Recoleta em 1900

A zona de “la Recoleta”, como já era conhecida, foi privilegiada por Torcuato de Alvear, primeiro intendente de Buenos Aires (1880-1887), para realizar remodelações e embelezamento do espaço público. O edifício do lar não foi excepção. Começando com as ampliações a partir de 1880, construíram-se o pavilhão de acesso e a capela (estilo neogótico), além de edifícios de um piso só, entre 1881 e 1885. As obras foram financiadas com doações de cidadãos de classe alta de Buenos Aires, e estiveram a cargo do arquitecto Juan Antonio Buschiazzo, que desenhou todos os edifícios. Também Buschiazzo foi paisajista da actual Plaza Intendente Alvear; e projectou o actual pórtico do Cemitério da Recoleta e o muro com esculturas que sustém o terraço do antigo lar, preservando o forte desnivel do terreno. Assim, a área de Recoleta tornou-se a favorita do Intendente Alvear, e passou a ser um dos passeios preferidos da classe alta de Buenos Aires.

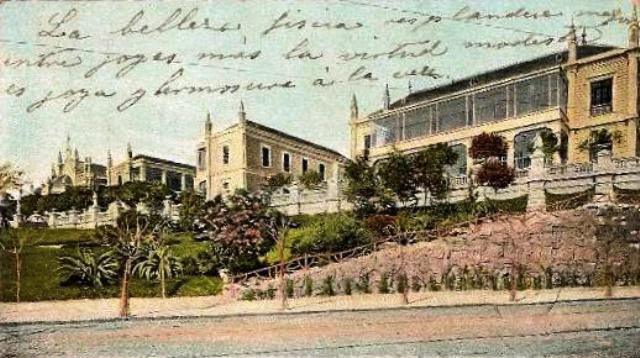
Asilo General Viamonte visto a partir da Plaza Intendente Alvear. Os edifícios desta imagem foram demolidos em 1980

Entre 1893 e 1894 o espaço foi alvo de nova ampliação, a cargo de Buschiazzo, já que o lar tinha cada vez mais alojados e juntava novas funções: lavandarias, padarias, etc.. Logo depois uma breve crise económica afectou a edilidade em 1897, e acompanhado pelo seu filho Juan Carlos, Buschiazzo trabalhou gratuitamente no desenho das ampliações, e assim se manteve até que em 1907 o Lar foi transferido para o Estado Nacional como parte do pagamento do terreno onde logo se ergueu o Hospital Torcuato de Alvear. Ao longo das décadas seguintes, Recoleta conheceu um lento período de decadência e deteriorou-se, situação que afectou em especial o Lar de Mendigos: em 1944 passou a chamar-se Lar de Idosos General Viamonte. Chegou a poder albergar 800 pessoas, que não tivessem familiares ou médicos para subsistirem. O atendimento era efectuado por mais de 340 funcionários, que repartiam quatro turnos. Entre as instalações, existiam 17 salas de jantar, uma cozinha moderna, enfermaria, biblioteca e ambientes aquecidos estavam.
Na década de 1960, o lar começou a deteriorar-se, como aliás ficou documentado numa série fotográfica de 1969, realizada por Diana Frey.

### Centro Cultural Recoleta

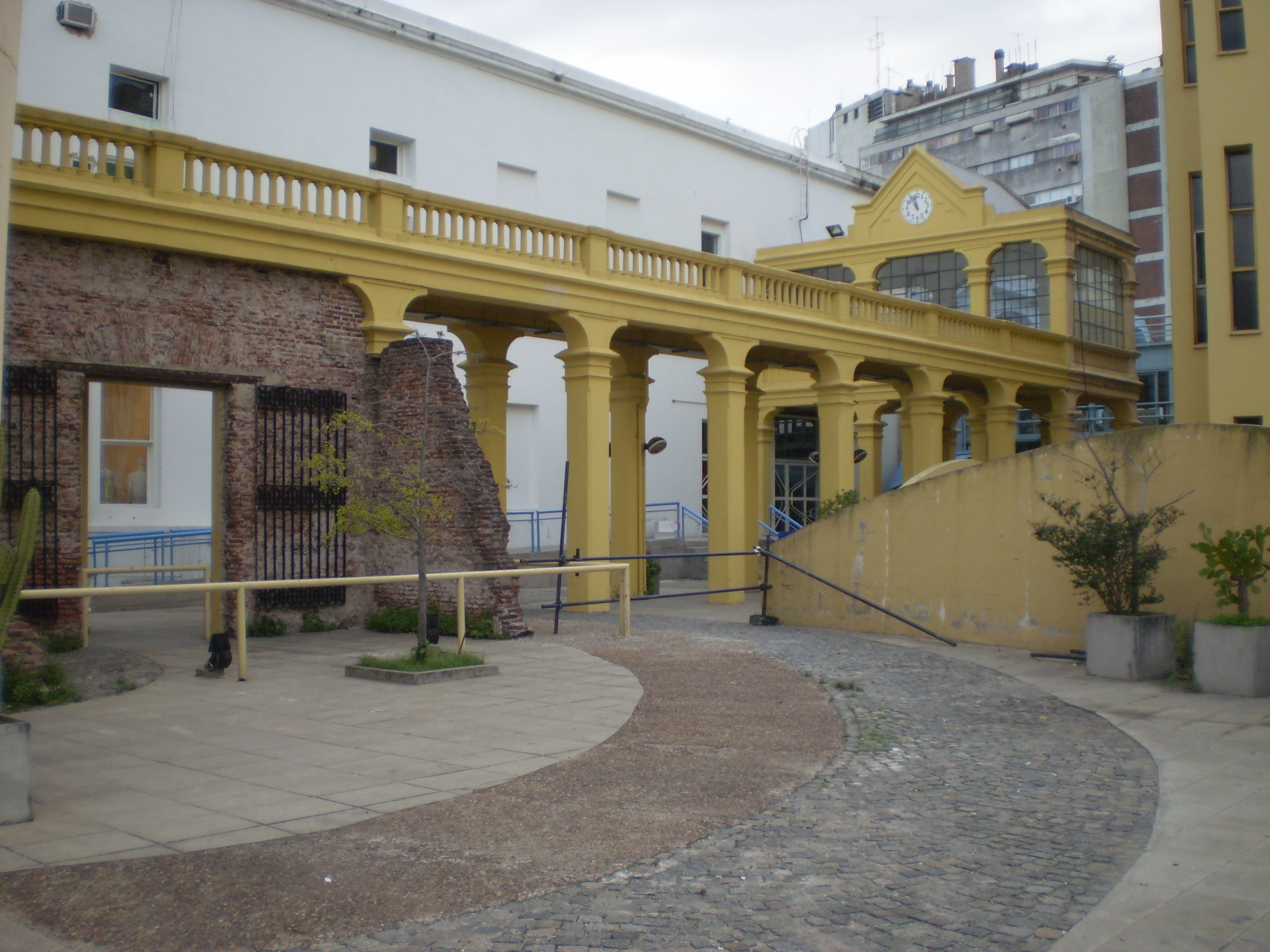
Terraço do CCR, fragmentos de um pavilhão demolido e da Ponte do Relógio

Em 1979, quando a Argentina era governada pela ditadura militar, o intendente de facto Osvaldo Cacciatore impulsionou um projecto para transformar o velho lar no novo Centro Cultural Ciudad de Buenos Aires, onde ficariam instaladas numa única sede: o Museo del Cine, o Museo de Arte Moderno e o Museo de Artes Plásticas; além de parte da colecção do Museo de Arte Hispanoamericano.
A obra foi projectada pelos prestigiados arquitectos e artistas plásticos Clorindo Testa, Jacques Bedel e Luis Benedit. Apesar de Cacciatore ter proposto manter o estilo clássico dos antigos edifícios, os arquitectos optaram por uma linguagem totalmente contemporânea, com escadas metálicas e demolindo diversos pavilhões com o desenho de Buschiazzo.
O Centro Cultural foi inaugurado em Dezembro de 1980, e durante a direcção de Osvaldo Giesso (1983-1989), já enquadrado num regime democrático, começou a crescer e a desenvolver-se em pleno. Adoptou o seu actual nome em 1990.
Em 2001 foi inaugurada a Sala Villa Villa, construída com 250 mil dólares doados pelo grupo teatral De la Guarda, que se estreara em 1995 no mesmo centro cultural. Em 2005, Clorindo Testa voltou ao CCR para projectar uma remodelação no assinalar do seu 25º aniversário. Assim, durante os anos seguintes, reformou o hall de entrada e as salas de exposição foram restauradas. Em 2010, para o 30º aniversário do Centro Cultural Recoleta, foi restaurado o Auditório El Aleph, que ocupa o edifício da antiga capela.

### Buenos Aires Design Center
En 1990, foi constituído o Emprendimiento Recoleta S.A., com o objectivo de instalar um centro comercial e um centro de convenções en parte do prédio do Centro Cultural Recoleta. Na hora de elaborar a intervenção, a empresa contratou novamente Clorindo Testa, que dez anos antes projectou o centro cultural. O Buenos Aires Design Center ficou dotado de um espaço interior colorido e vibrante, e por baixo de terra foi criada uma galeria e um novo centro comercial. Inaugurado em 1993, o Buenos Aires Design dedica-se exclusivamente ao desenho, conta com um pátio de refeições é sede da sucursal de Buenos Aires do Hard Rock Café desde 1997. Além disso, desde 2003 funciona, num dos edifícios concebidos por Testa, o Auditório de Buenos Aires.

### Actualidade
Actualmente, o Centro Cultural Recoleta tem 27 salas de exposição, um micro-cinema, um auditório e um anfiteatro. Lá desenvolvem-se diversas actividades, desde exposições de artes plásticas a concertos, passando por representações teatrais, recitais e outros eventos. Tem ainda uma área que oferece cursos e oficinas e um laboratório de investigação e produção musical com tecnologia de ponta.